# Roßhaupten

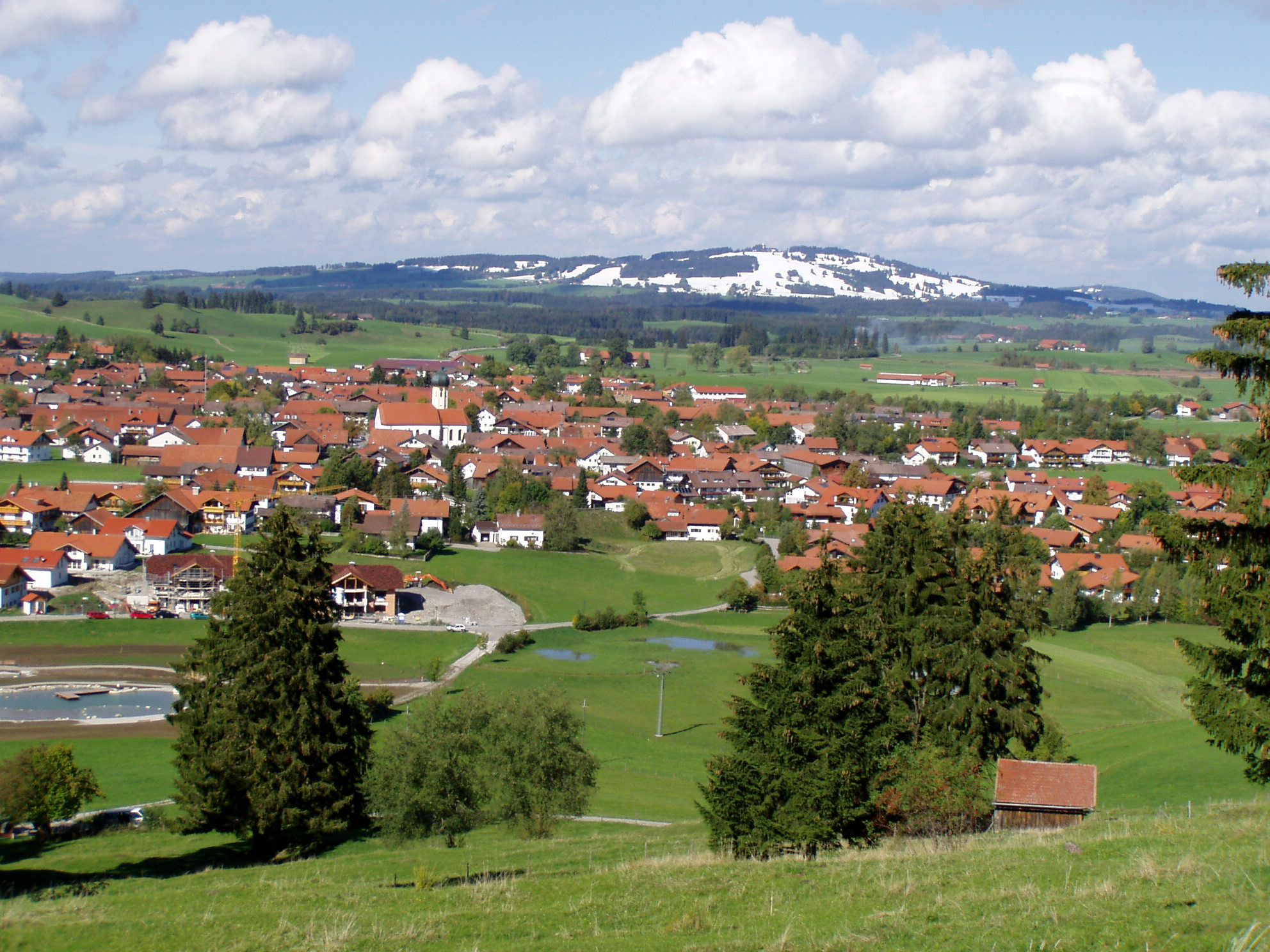
Roßhaupten, Ostallgäu

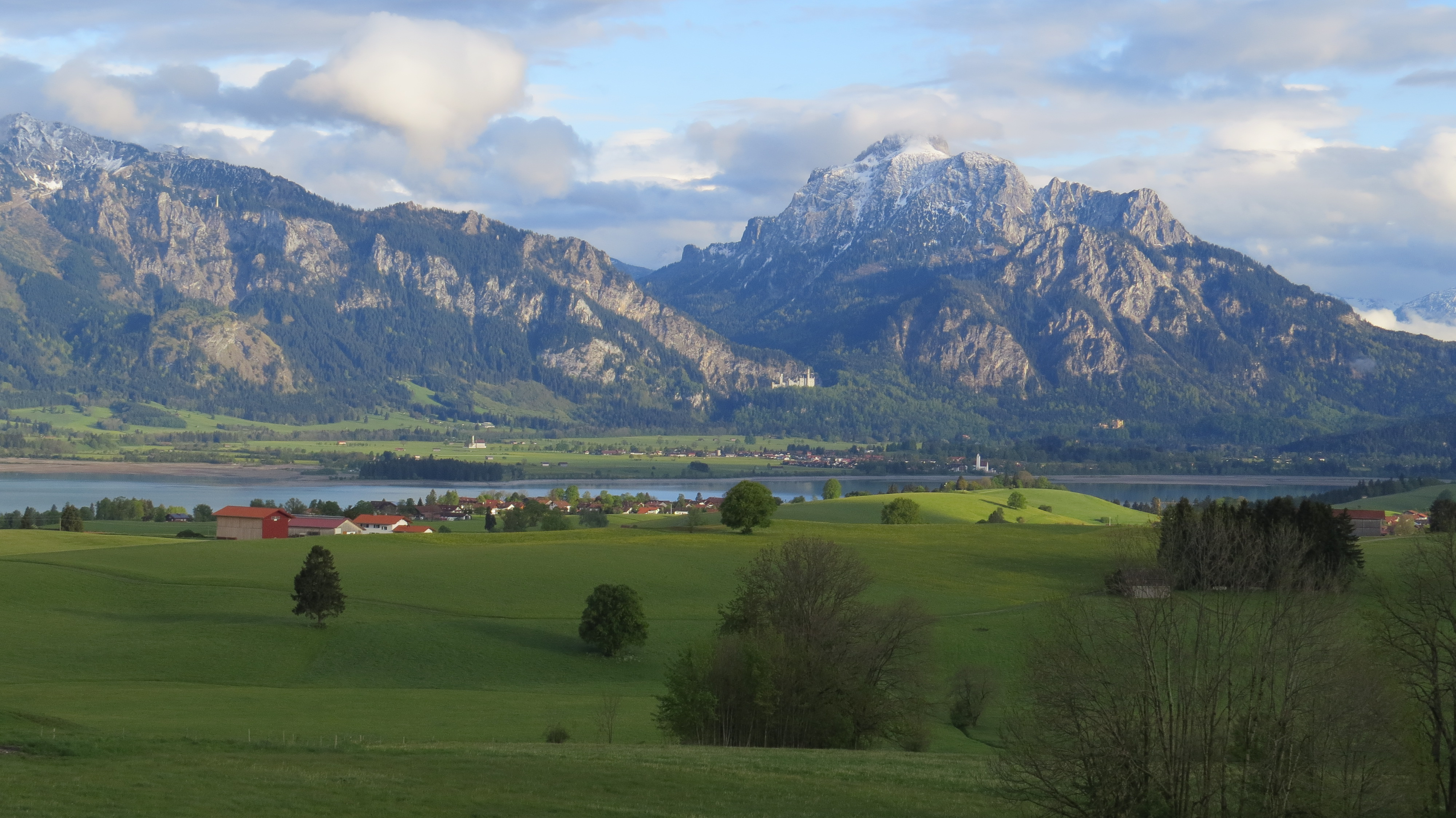
Ussenburg Richtung Forggensee und Säuling, am Fuß der Berge zu erkennen Schloss Neuschwanstein

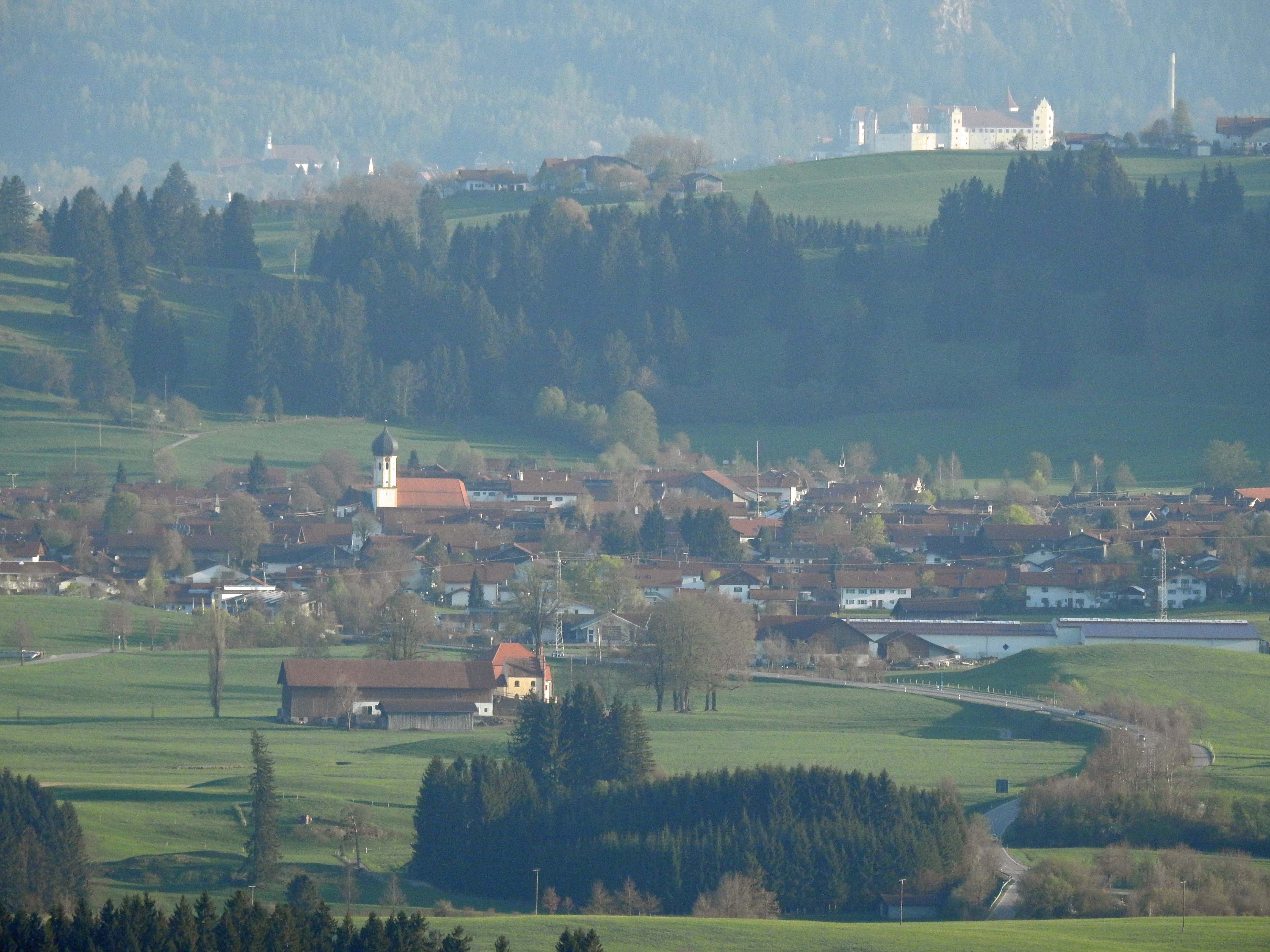
Roßhaupten vom Auerberg aus, im Hintergrund Füssen

Roßhaupten (mundartlich: Rosopta) ist eine Gemeinde im schwäbischen Landkreis Ostallgäu. Der gleichnamige Hauptort ist Sitz der Gemeindeverwaltung und der Verwaltungsgemeinschaft Roßhaupten.

## Geografie
Die Gemeinde liegt am Forggensee in der Region Allgäu. Roßhaupten erstreckt sich über eine Fläche von 3910 Hektar.
Die Höhenlage beträgt 745 (Premer Lechsee) bis 1055 m ü. NHN (Zwieselberg bzw. Buch).
Es gibt 25 Gemeindeteile (in Klammern ist der Siedlungstyp angegeben):
- Bischofswang (Weiler)
- Egelmoosen (Weiler)
- Fischhaus (Einöde)
- Freßlesreute (Weiler)
- Grünten (Einöde)
- Gurremarren (Einöde)
- Hinterzwieselberg (Einöde)
- Hochegg (Einöde)
- Huttler (Einöde)
- Huttlermühle (Einöde)
- Kögel (Weiler)
- Langenwald (Weiler)
- Lusse (Einöde)
- Mangmühle (Einöde)
- Nepfen (Einöde)
- Rieder (Weiler)
- Riedle (Weiler)
- Roßhaupten (Pfarrdorf)
- Salach (Weiler)
- Sameister (Kirchdorf)
- Schwarzenbach (Einöde)
- Tiefenbruck (Weiler)
- Ussenburg (Kirchdorf)
- Vordersulzberg (Weiler)
- Vorderzwieselberg (Weiler)

Es gibt die Gemarkungen Roßhaupten (mit den Orten Bischofswang, Egelmoosen, Fischhaus, Freßlesreute, Gurremarren, Hochegg, Huttler, Huttlermühle, Kögel, Langenwald, Lusse, Mangmühle, Nepfen, Rieder, Riedle, Roßhaupten, Salach, Sameister, Tiefenbruck und Vordersulzberg) und Zwieselberg (mit den Orten Grünten, Hinterzwieselberg, Schwarzenbach, Ussenburg und Vorderzwieselberg).

## Geschichte

### Bis zur Gemeindegründung
Um 895 wurde in der Magnuslegende der Ort der Drachentötung „caput equi“ genannt. Diese lateinische Ortsbezeichnung (übersetzt Haupt des Pferdes) dürfte die Erklärung für den späteren deutschen Namen „Roshoubet“ sein, der erstmals im Jahr 1206 urkundlich erwähnt wurde. Roßhaupten gehörte bereits seit dem beginnenden 13. Jahrhundert zum Herrschaftsbereich des Hochstifts Augsburg. Seit 1449 ist Roßhaupten eine selbstständige Pfarrei.
1459 und 1525 gab es Unruhen der Roßhauptener Bauern gegen den Fürstbischof von Augsburg, der Ort blieb aber bis zur Säkularisation im Besitz des Hochstifts. Mit dem Reichsdeputationshauptschluss von 1803 kam der Ort zu Bayern. Im Zuge der Verwaltungsreformen im Königreich Bayern entstand mit dem Gemeindeedikt von 1818 die Gemeinde Roßhaupten.

### Eingemeindungen
Am 1. Januar 1969 wurde die Gemeinde Zwieselberg eingemeindet.

### Einwohnerentwicklung
| Jahr      | 1961 | 1970 | 1987 | 1991 | 1995 | 2000 | 2005 | 2010 | 2015 | 2020 |
| Einwohner | 1507 | 1547 | 1768 | 1871 | 1968 | 2075 | 2193 | 2120 | 2209 | 2211 |

Roßhaupten wuchs von 1988 bis 2008 um 349 Einwohner bzw. ca. 19 %. Zwischen 1988 und 2018 wuchs die Gemeinde von 1807 auf 2207 um 400 Einwohner bzw. um 22,1 %.

## Politik

### Bürgermeister
Erster Bürgermeister ist seit dem 1. Mai 2008 Thomas Pihusch (Freie Wählergemeinschaft). Am 15. März 2020 wurde er mit 94,5 % der Stimmen ohne Mitbewerber für weitere sechs Jahre im Amt bestätigt.

### Gemeinderat
Für die Wahl am 15. März 2020 lag nur der Wahlvorschlag der Freien Wählergemeinschaft mit 21 Bewerbern vor. Die 14 Bewerber dieser Wählergruppe mit den höchsten Stimmenzahlen bilden für Mai 2020 bis April 2026 zusammen mit dem Bürgermeister den Gemeinderat. Die Wahlbeteiligung lag bei 63,75 %.

### Wappen
| Wappen der Gemeinde Roßhaupten | Blasonierung: „In Rot über zwei silbernen Wellenbalken ein silberner Pferdekopf.“ |
| Wappen der Gemeinde Roßhaupten | Das redende Wappen wird seit 1953 geführt.                                        |

### Auerbergland
Roßhaupten ist eine Mitgliedsgemeinde der die Grenzen der Regierungsbezirke Schwaben und Oberbayern überschreitenden interkommunalen Allianz „Auerbergland“.

## Sehenswürdigkeiten
- Katholische Pfarrkirche St. Andreas
- Kapelle Maria Steinach
- Kapelle St. Ulrich in Fischhaus
- Dorfmuseum im Pfannerhaus

## Wirtschaft und Infrastruktur

### Wirtschaft einschließlich Land- und Forstwirtschaft
Es gab im Jahr 2020 nach der amtlichen Statistik im produzierenden Gewerbe 185 und im Bereich Handel und Verkehr 163 sozialversicherungspflichtig Beschäftigte am Arbeitsort. In sonstigen Wirtschaftsbereichen waren am Arbeitsort 69 Personen sozialversicherungspflichtig beschäftigt. Sozialversicherungspflichtig Beschäftigte am Wohnort gab es insgesamt 923. Im verarbeitenden Gewerbe gab es drei Betriebe, im Bauhauptgewerbe vier Betriebe. 2016 bestanden zudem 54 landwirtschaftliche Betriebe mit einer landwirtschaftlich genutzten Fläche von 2231 ha, davon waren 2216 ha Dauergrünfläche.

### Verkehr
Durch Roßhaupten verläuft die Bundesstraße 16 Günzburg–Füssen.
Die Bahnstrecke Marktoberdorf–Lechbruck hatte (etwa zwei Kilometer nördlich der Ortsmitte im Weiler Lusse) einen Bahnhof in Roßhaupten. Sie wurde im Frühjahr 1974 abgebaut und ist nun Teil der Dampflokrunde, einem vielfach auf umgebauten Bahntrassen verlaufenden Radweg. Die nächstgelegene Station ist jetzt Seeg an der Bahnstrecke Marktoberdorf–Füssen.
Roßhaupten liegt ferner am Via Claudia Augusta-Fernradweg entlang der gleichnamigen antiken Römerstraße sowie an der ca. 475 Kilometer langen Radrunde Allgäu.
Seit Mai 2024 hält der DAV BergBus (Linie 996) Richtung Wieskirche und München-Pasing in Roßhaupten an der Schule. Die Buslinie wird nur während der Sommersaison am Wochenende bedient und liegt komplett im Tarifgebiet des MVV.

### Bildung
Im Jahr 2021 gab es folgende Einrichtungen:
- zwei Kindertageseinrichtungen mit 77 genehmigten Plätzen und 70 betreuten Kindern
- zwei Volksschulen mit insgesamt 28 Lehrkräften und 324 Schülerinnen und Schülern in 18 Klassen

### Wasserversorgung
Die Gemeinde wird aus den Mangmühlquellen östlich des Hauptorts und dem Brunnen Reheck ca. 2 km nördlich versorgt. Den Brunnen Reheck schützt ein ca. 35 ha großes Wasserschutzgebiet, das Wasserschutzgebiet der Mangmühlquellen umfasst auf ca. 28 ha auch einen Teil der Ortslage.

## Persönlichkeiten
- Jakob Langenwalder († 1633), Lautenmacher, geboren in Egelmoosen[8]
- Aus Bischofswang stammt Roman Anton Boos (1733–1810). Als Hofbildhauer in der Residenzstadt München schuf er die antiken Götter und die Ziervasen im Gartenparterre des Nymphenburger Schlossparks, Grabdenkmäler und zahlreiche Werke im sakralen Bereich.

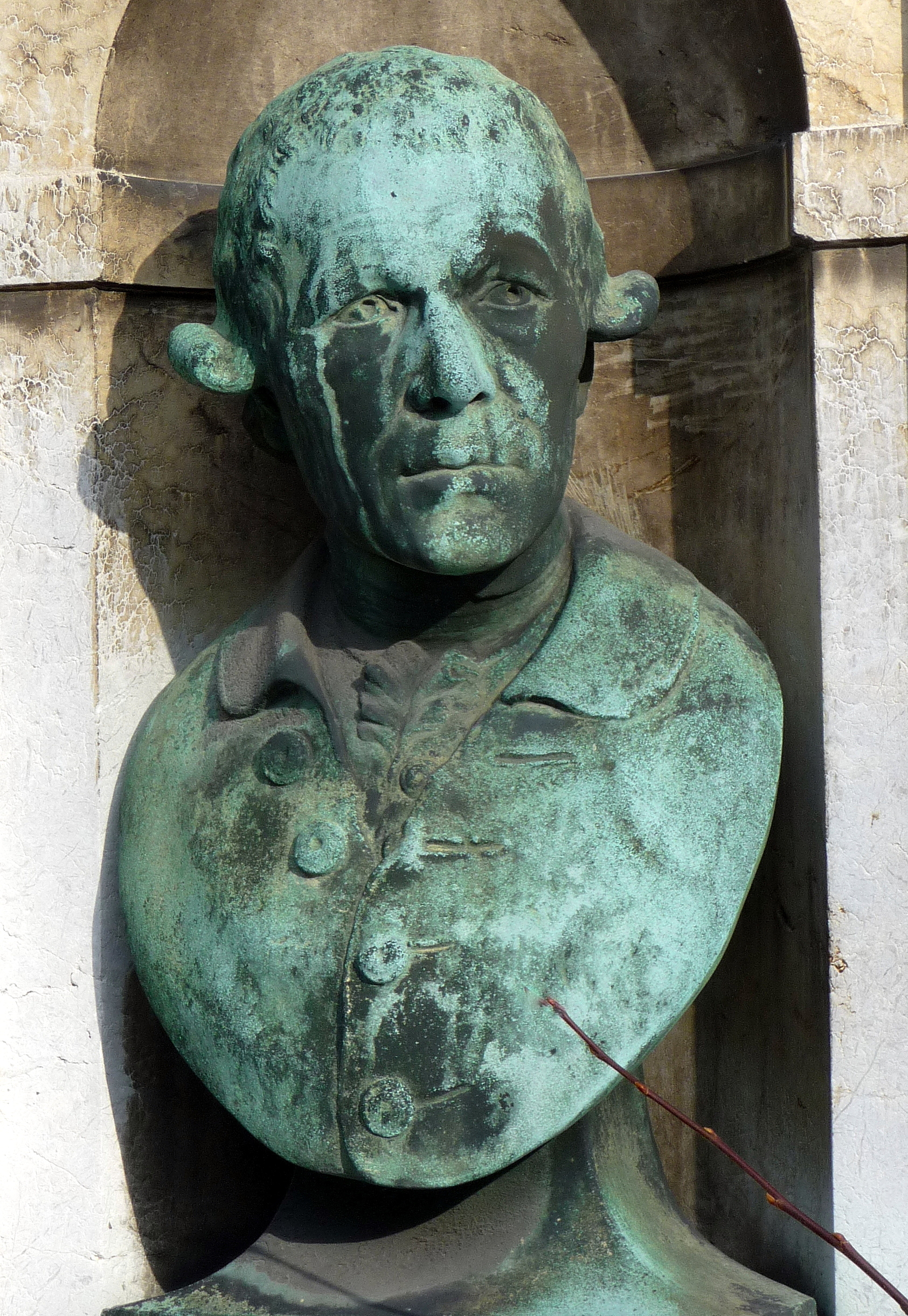
Büste von Roman Anton Boos an der Kirchenmauer von St. Stephan in München

- Andreas Jäger (1704–1773), Orgelbauer
- Aus Tiefenbruck stammt die berühmte Lautenbauerfamilie der Tieffenbrucker mit Persönlichkeiten wie
  - Hans von Tieffenbruck (vor etwa 1485–?), Lautenmacher in Roßhaupten
  - Caspar Tieffenbrucker (um 1514–1571), Lautenmacher in Füssen, Lyon, Bologna, Italien und Roßhaupten
  - Jakob Tieffenbrucker (um 1500–1564), Sohn von Ulrich (I.), Lautenmacher in Genua und Roßhaupten
  - Magnus Tieffenbrucker (I.) (1514–um 1595), Magnifico Mastro leutaro, Lautenmacher in Venedig und Vicenza
  - Magnus Tieffenbrucker (II.) (vor 1565–vor 1577), Sohn von Magnus (I.), Lautenmacher in Brescia, Perugia und Roßhaupten
  - Magnus Tieffenbrucker (III.) (vor 1581–nach 1629, vermutlich 1580–1631), Sohn von Ulrich (II.), Lautenmacher in Venedig
  - Michael Tieffenbrucker (I.) (um 1485–um 1556), Lautenmacher in Roßhaupten
  - Michael Tieffenbrucker (II.) (um 1520–1585), Sohn von Michael (I.), Maler, Tafernenbesitzer, Lautenmacher in Roßhaupten
  - Wendelin Tieffenbrucker (vor 1551–nach 1611), auch Vendelio Venere, Sohn von Leonhard, Lautenmacher in Padua, Schwiegervater von Michael Hartung (vor 1593 – nach 1640), Lautenmacher in Padua, Roßhaupten und Venedig
- Hans Münch (1911–2001), niedergelassener Arzt in Roßhaupten und zur Zeit des Nationalsozialismus Lagerarzt in den KZ Auschwitz und Dachau[9]
- Andreas Kaufmann (* 1981), Politiker
- Thomas Greiss (* 1986), Eishockeytorwart, wuchs im Dorf Roßhaupten auf

## Legenden
Der besiegte Drache

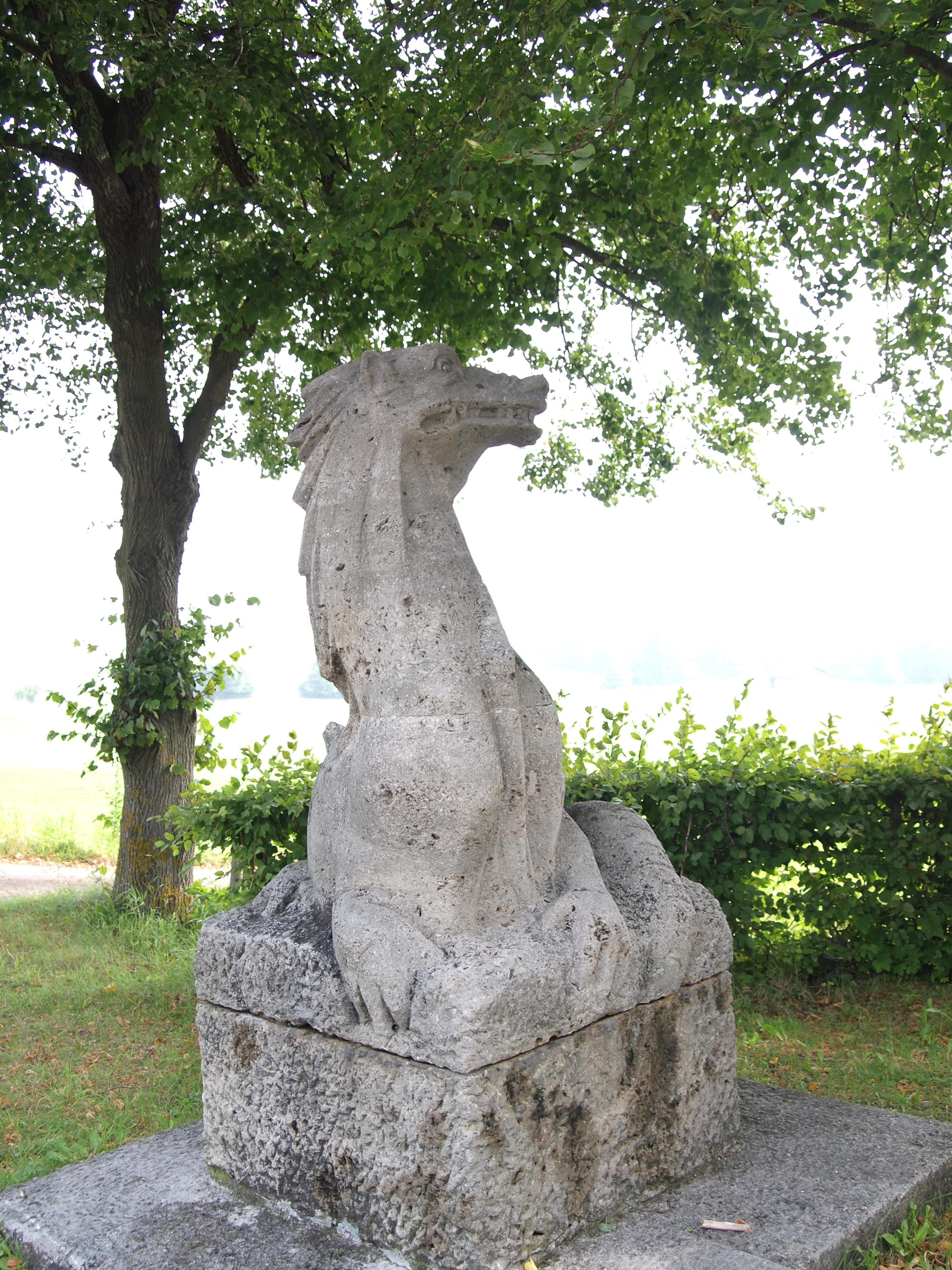
Drachenstatue an der Tiefentalbrücke

Im achten Jahrhundert soll es bei Roßhaupten einen Drachen gegeben haben, der die Bewohner in Angst und Schrecken versetzte und liebend gern Pferde aß. Dabei verschlang er das ganze Tier bis auf seinen Kopf, woraufhin Roßhaupten seinen Namen erlangte. Die Roßhauptner baten nun den Heiligen Magnus um Hilfe. Magnus zog alleine gegen dieses Untier aus, in der einen Hand nur einen langen Stab, der in einem Kreuz endete, in der anderen Hand einen pechüberzogenen Kranz. Die Roßhauptner wollten den Heiligen Magnus noch aufhalten, da sie befürchteten, ohne Waffen könne er gegen diesen Lindwurm nichts ausrichten, doch Magnus kehrte siegreich zurück. Er hatte den Drachen getötet, indem er ihm den Pechkranz in den weitgeöffneten Schlund seines Maules geworfen hatte und dieser daran verendete.
In dieser Legende ist der Drache vermutlich ein Bild für das Heidentum, das der Missionar Magnus im achten Jahrhundert in der Gegend um Roßhaupten bekämpfte. Dennoch gibt es immer noch einen Drachen in Roßhaupten zu bewundern. Zwar ist dieser nur aus Stein und von ihm geht auch nicht diese angstverbreitende Gewalt aus, doch bewacht er wie sein Vorgänger aus der Legende die Straße nach Roßhaupten. Er steht an der B 16 von Füssen kommend kurz nach der Tiefentalbrücke.
Steinkreuz bei Roßhaupten
Der Sage nach soll der Teufel den Stein, auf dem das Steinkreuz bei Roßhaupten steht, aus dem Berg Säuling gebrochen haben, weil ihn der Bau der Pfarrkirche in Roßhaupten so wütend machte, dass er einen Stein auf sie werfen wollte. Als aber das Aveglöckchen des bereits fertiggestellten Kirchturms zu läuten begann, musste er den Stein an der Stelle fallen lassen, wo er heute liegt.